# Palácios
"Palácios" é uma canção da banda brasileira de rock cristão Rebanhão, contida em seu quinto álbum de estúdio, Princípio, lançado em junho de 1990.
Escrita pelo tecladista e vocalista Pedro Braconnot, a canção possui influências do folk rock, pop rock e do rock progressivo, sendo uma das faixas de maior notoriedade na carreira da banda e foi executada em praticamente todos os shows até o final da década de 90, quando o grupo encerrou as atividades.
Com uma letra de reflexão e crítica social, a faixa esteve dentre as canções mais executadas nas rádios de nicho protestante de sua época, sendo posteriormente regravada e parafraseada por vários artistas.

## História
Segundo a banda, "Palácios" foi escrita por Pedro Braconnot em meados de 1987, quando a banda produzia o álbum Novo Dia. A faixa não foi utilizada no álbum, devido ao receio de Pedro em relação à sua letra, que critica a influência do poder político, financeiro e de drogas na sociedade. Por isso, a canção acabou sendo guardada para o disco seguinte, Princípio.
Na opinião de Braconnot, "Palácios" é uma das composições mais importantes de sua carreira musical, e é um dos exemplos pelos quais acredita que os músicos cristãos também devem abordar problemas sociais em suas canções.
| “ | Às vezes o cristão é taxado de ignorante e alheio à sociedade porque evita tratar temas que transcendem o linguajar bíblico. Creio que precisamos manter nosso foco na Palavra, mas não podemos nos esquecer de fazer músicas que possam se comunicar com o mundo em uma linguagem mais atual. O trabalho do Rebanhão ficou conhecido por causa desta visão e isso é um objetivo que não pode ser esquecido. | ” |

## Performances ao vivo
"Palácios" continuou a ser tocada durante muitos anos nos shows do Rebanhão. Após a saída do baterista Fernando Augusto, a banda a executava com o músico Sérgio Batera, e após a saída de Carlinhos Felix, Braconnot, juntamente com Paulo Marotta tocou em alguns eventos. Após a reformulação de integrantes, Pedro Braconnot a manteve no repertório de eventos do Rebanhão.

## Ficha técnica
Créditos adaptados do encarte do álbum:
Banda
- Pedro Braconnot - vocais, teclado, sintetizadores
- Carlinhos Felix - violão, guitarras
- Paulo Marotta - baixo
- Fernando Augusto - bateria

Equipe técnica
- Amaro Moço - engenharia de áudio

## Versões cover
"Palácios" foi a música do Rebanhão que mais recebeu regravações. A primeira foi do cantor Paulinho Makuko, no qual a interpretou no álbum A lei do Rei, lançado em meados de 1993.
Em 1996 o ex-vocalista e guitarrista do Rebanhão, Carlinhos Felix a gravou em carreira solo, em seu álbum Ao Vivo, mantendo praticamente intacto o seu arranjo.
O cantor João Alexandre utilizou-se de um dos trechos da música em sua composição "Tudo é Vaidade", registrada no álbum O Melhor de João Alexandre, de 2000. Em 2006, a banda Promises a registra no disco Uma Nova Direção, com arranjos distintos à versão original.
No entanto, o cover de maior notoriedade é o de Fernanda Brum, em 2011, para seu álbum ao vivo Glória in Rio. Na ocasião, a canção foi gravada em homenagem ao Rebanhão e Pedro Braconnot, que mantém um contato de muitos anos com Brum e seu marido, o tecladista Emerson Pinheiro.
Em 2017, o cantor Paulo César Baruk e o pianista Leandro Rodrigues regravaram "Palácios" para o álbum Piano e Voz, Amigos e Pertences 2, a versão foi exibida pela Record para a novela "Apocalipse". Baruk é notório por ser fã do Rebanhão.